# 제이슨 리처드슨 (농구 선수)
제이슨 리차드슨(Jason Anthoney Richardson, 1981년 1월 20일~)은 미국 농구 협회 소속 피닉스 선스에서 활동하는 미국의 프로 농구 선수이다.
미국 미시간주 새기노에서 태어났다. 6'6", 225 lb 슈팅 가드/스몰 포워드 선수인 리차드슨은 미시간주에서 2001년 NBA 드래프트에 5위가 되면서 골든스테이트 워리어스에 발탁되었고 NBA All-Star Weekend Rookie Challenge MVP를 땄고 NBA 올루키 팀 제1팀은 리그에서 그의 데뷔 시즌에 영예를 주었다.

## 수상
- NBA 슬램 덩크 챔피언: 2002, 2003년
- 루키 챌린지 MVP: 2002년
- NBA 올 루키 First Team: 2002년
- 1999 McDonald's All-American
- 1999 Mr. Basketball of Michigan